# Villeneuve Minervois XIII
 (mai 2025).
Le Villeneuve Minervois XIII est un club de rugby à XIII français basé à Villeneuve-Minervois. L'équipe première évolue en Championnat de France de deuxième division d'« Elite 2 » et sert d'équipe réserve de Carcassonne qui évolue en Championnat de France de première division.

## Palmarès
| Championnat de France de 2e division | Championnat de France de 3e division             |
| ------------------------------------ | ------------------------------------------------ |
| - Champion (0) : - Finaliste (0) :   | - Champion (2) : 2012 et 2014. - Finaliste (0) : |

## Bilan du club toutes saisons et toutes compétitions confondues
| Année                                      | Année                                      | Saison régulière                           | Saison régulière                           | Saison régulière                           | Saison régulière                           | Saison régulière                           | Saison régulière                           | Saison régulière                           | Saison régulière                           | Phase finale                               | Phase finale                               | Phase finale                               | Phase finale                               | Phase finale                               | Phase finale                               | Phase finale                               | Coupe                      |
| Année                                      | Année                                      | Class.                                     | Points                                     | MJ                                         | V.                                         | N.                                         | D.                                         | Pp.                                        | Pc.                                        | Perf.                                      | MJ                                         | V.                                         | N.                                         | D.                                         | Pp.                                        | Pc.                                        | Performance                |
| Championnat de France de deuxième division | Championnat de France de deuxième division | Championnat de France de deuxième division | Championnat de France de deuxième division | Championnat de France de deuxième division | Championnat de France de deuxième division | Championnat de France de deuxième division | Championnat de France de deuxième division | Championnat de France de deuxième division | Championnat de France de deuxième division | Championnat de France de deuxième division | Championnat de France de deuxième division | Championnat de France de deuxième division | Championnat de France de deuxième division | Championnat de France de deuxième division | Championnat de France de deuxième division | Championnat de France de deuxième division | Coupe de France            |
| 2018                                       | 2018                                       | 10e                                        | 10                                         | 18                                         | 2                                          | 0                                          | 16                                         | 299                                        | 717                                        | Non qualifié                               | 0                                          | 0                                          | 0                                          | 0                                          | 0                                          | 0                                          | Trente-deuxièmes-de-finale |
| 2019                                       | 2019                                       | 10e                                        | 19                                         | 22                                         | 6                                          | 0                                          | 16                                         | 479                                        | 721                                        | Non qualifié                               | 0                                          | 0                                          | 0                                          | 0                                          | 0                                          | 0                                          | Seizièmes-de-finale        |
| 2020                                       | 2020                                       | en cours                                   | 0                                          | 0                                          | 0                                          | 0                                          | 0                                          | 0                                          | 0                                          | -                                          | 0                                          | 0                                          | 0                                          | 0                                          | 0                                          | 0                                          |                            |

## Personnalités du club
On peut citer l'entraineur et talonneur Allan Walsh qui joue pour l'équipe en 2013.